# 雷瓦省
雷瓦省是太平洋島國斐濟的14個省份之一，位於該國最大島嶼維提島，土地面積272平方公里，是面積最小的省份。
2007年雷瓦省人口100,787，是人口最三大的省份。
18°05′S 178°20′E / 18.083°S 178.333°E